# Prophecye van Jarfke

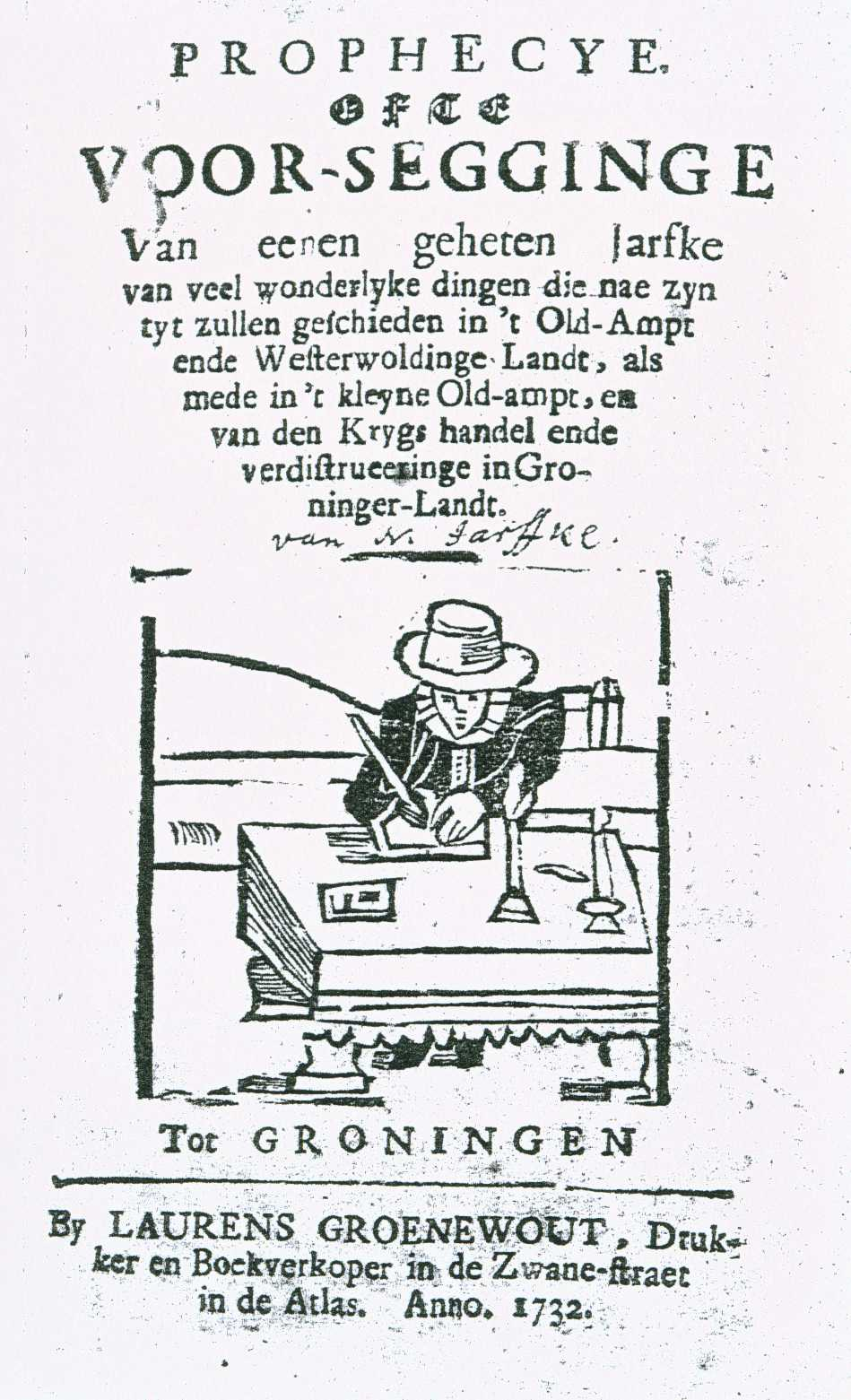
Prophecye van Jarfke (Groningen 1732)

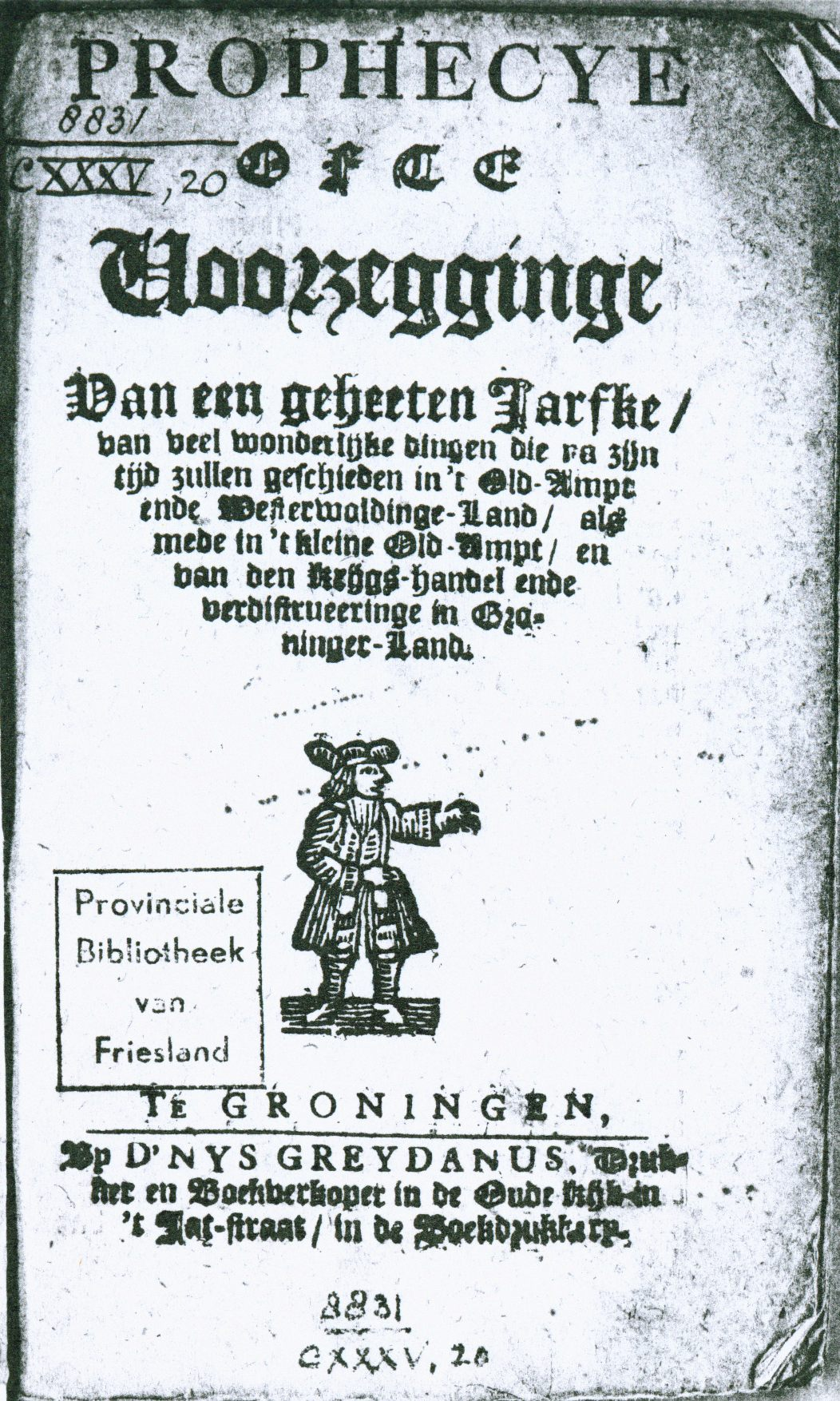
Prophecye van Jarfke (Groningen ca. 1790)

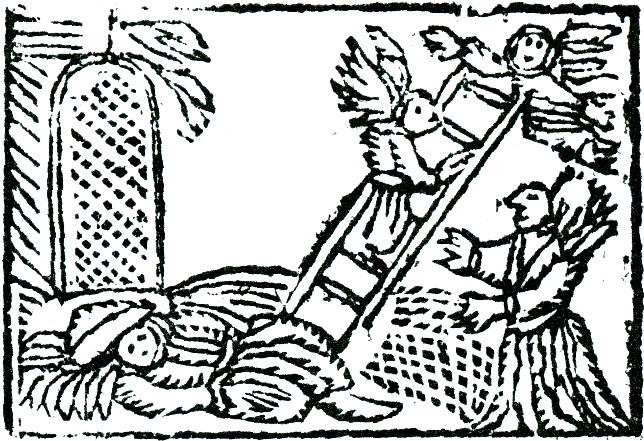
Jarfke's droom (naar Jacobs droom) (Groningen ca. 1790)

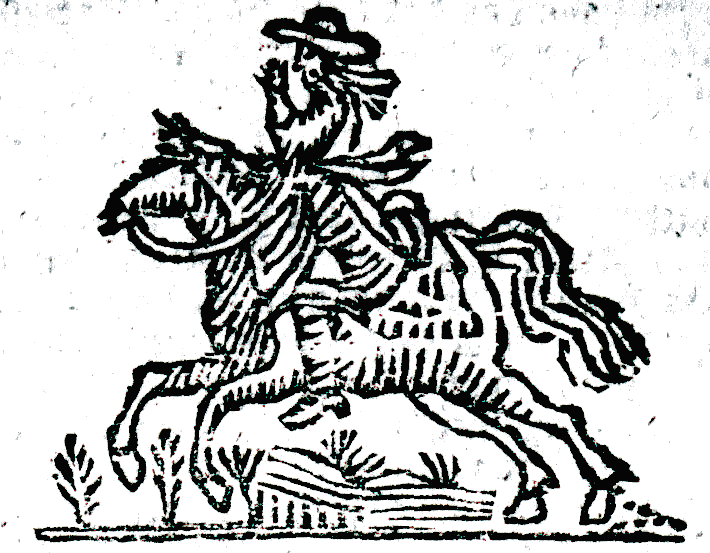
Graaf Edzard de Grote van Oost-Friesland (Groningen ca. 1790)

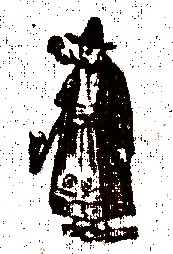
De profeet rookt zijn pijpje (Drieborg 1896)

De Prophecye van Jarfke (1597) is een toekomstvoorspelling in de vorm van een Nederlandstalig sociaal-kritisch pamflet. De eerste oplage werd gedrukt in Franeker en Harlingen. Het grootste deel van de oplage werd kort na verschijning op verzoek van het stadsbestuur van Groningen in beslag genomen. Het bevat een weergave van de recente geschiedenis van het Oldambt en Westerwolde en een (gefingeerde) kroniek over het ontstaan van de Dollard, met kritische opmerkingen aan het adres van de stad Groningen.

## Het pamflet van 1597
De opmerkingen in het pamflet, dat in een boekwinkel vlak bij het raadhuis werd verkocht, waren aanleiding tot censuurmaatregelen door het stadsbestuur van Groningen, omdat in dit cleen boexcen voornamelijk flabbijten ende upgeraepte loegengeschreijen (kletsverhalen en bijeengeraapte schreeuwende leugens) zouden bevatten waaraan de lezers ten onrechte geloof zouden kunnen hechten. De vermeende profeet had namelijk ‘gedroomd van dingen die God almachtig nimmer zal believen te gedogen’.
De Prophecye behandelt in min of meer chronologische volgorde de geschiedenis van Oost-Groningen gedurende de zestiende eeuw, verweven met een mythisch verhaal over het ontstaan van de Dollard in 1277. Dit verhaal is opgehangen aan de uitspraken van de profeet Jarfke (elders ook wel Jaerfke, Jarfken of Jarffke Gronings Jaarfke genoemd), die per schip heen en weer zou hebben gevaren en hebben voorspeld dat ten ondergang gedoemde land weer teruggewonnen zou worden. Enkele met name genoemde getuigen, namelijk de grootgrondbezitter Heere te Blijham, Jarfkes overgrootvader Wiert Wijpkes te Zuidbroek en de geleerde Heere Eckes van Garmede, zouden zijn uitspraken hebben genoteerd.
Het verhaal sluit aan bij een recent literair genre die zich vooral in het lutherse Noord-Duitsland heeft ontwikkeld. De profeet wordt afgeschilderd als een man met visioenen die ook hemzelf verrasten. Het pamflet verhaalt hoe Jarfke op zijn sterfbed vroeg of er buiten zwarte raven of witte duiven te zien waren. Dat laatste was het geval en dus zou het allemaal zo gebeuren als hij het had gezien. Het moest voor de lezers een teken zijn dat zijn voorspellingen waren ingegeven door de Heilige Geest. De achterliggende boodschap was dat overstromingen en oorlogen zullen komen en gaan, maar dat de boerenstand altijd zal blijven bestaan.
Het pamflet begint met de inval van de Oost-Friese graaf Edzard I in 1498 en de inval van Gelderse troepen in Westerwolde in 1536. In het tweede deel verschuift het perspectief naar het Wold-Oldambt, waarbij vooral gebeurtenissen in de jaren 1568 tot 1578 centraal staan. Het laatste deel speelt zich af in het Klei-Oldambt, waarbij het oorlogsgeweld en de inundaties in de jaren 1580 tot 1594 worden behandeld, alles in de vorm van voorspellingen. Daartussen is een gefingeerd kroniekfragment over het ontstaan van de Dollard ingelast, naar verluidt afkomstig uit het misboek van Oosterreide, met daarbij een fantasievolle lijst van ruim dertig verdronken dorpen. Deze laatste documenten zijn vermoedelijk rond 1550 in kringen rond het Groningse stadsbestuur vervaardigd.
Jarfke zelf zou te Capellenhuys of Jarfkehuys hebben gewoond, waarmee vermoedelijk de boerderij Capellenheem te Dallingeweer bij Termunten wordt bedoeld. Hier zou hij ook het misboek van Oosterreide hebben bewaard, totdat de priester Rogel er in 1544 te Nesserland (dan wel te Pogum) een kopie van maakte.

### Auteur en bronnen
De auteur van de Prophecye is niet met zekerheid te achterhalen. Waarschijnlijk stamde hij uit een van de leidende eigenerfde families van het Oldambt; mogelijk gaat het om de geleerde landrichter Doede Tjarks, een leerling van Melanchthon die in Wittenberg had gestudeerd. De auteur was uitzonderlijk goed op de hoogte van de situatie en moet toegang hebben gehad tot vertrouwelijke documenten. Hij was bovendien vertrouwd met het genre van de profetie. Een passage over de vermeende teloorgang van de stad Groningen in 1593 komt ook voor in de kroniek van Eggerik Egges Phebens. Mogelijk dateert de tekst uit dit jaar.
De belangrijkste bronnen zijn het Groningse kroniekfragment, een formeel getuigenverhoor uit 1565, de Dollardkaart van Jacob van der Mersch uit 1574 in Emden en vermoedelijk ook het eerste deel van Ubbo Emmius, Rerum Frisicarum historia (1590). Ook maakt de auteur gebruik van een pamflet met voorspellingen over Oost-Friesland, toegeschreven aan een olt man, Aepko van der Munten genamdt, dat omstreeks 1585 in Emden verscheen. Deze voorspellingen worden in een ander handschrift ook wel Jarcke van der Muyden syn Prophecie genoemd. De naam Jarcke of Jarfke was inheems in Westerwolde. Eén fragment is mogelijk ontleend aan de handgeschreven kroniek van Eggerik Beninga (ov. 1562).
Zowel bij Jarfke als in de oudere voorbeelden komen bekende verhaalthema's voor die ook uit andere bronnen bekend zijn, zoals de veldslag bij de dorre boom, de witgelokte vorst en een zwarte raaf met witte kuikens. De beschrijving van de verdorde Jarfkeboom in Beerta betreft vermoedelijk een eikenboom, die bij de Cosmas- en Damianusvloed van 1509 met het veen waarop hij groeide door de zee was verplaatst, maar elders opnieuw wortel had geschoten. Deze boom stond volgens Ubbo Emmius in 1530 nog altijd in het blad en werd daarom als een wonder beschouwd. De gedachte dat het verdorren van de boom rampspoed zou betekenen en een einde van de vrijheid zou inhouden, was direct ontleend aan de profetie over de Upstalsboom, een van de belangrijkste symbolen van de Friese vrijheid. Er is bovendien sprake van een opvallende parallel met de Noord-Friese profetie van Hertje uit de Wiedingharde, die eveneens aan het Oost-Friese voorbeeld zal zijn ontleend.

## Nawerking
Van de Prophecye zijn minstens 20 tot 25 oplagen verschenen, waarvan niet altijd exemplaren bewaard zijn gebleven. Er verschenen drukken te Groningen (ten minste vanaf 1614), Emden, Breda, Leeuwarden, Deventer en Amsterdam. Ze werden vooral gepubliceerd tijdens crisissituaties als de Eerste Münsterse Oorlog van 1665, de Oost-Friese burgeroorlog van 1723, de Bataafse omwenteling van 1795 en de Belgische Opstand van 1830, vaak in combinatie met soortgelijke geschriften als de profetie van Intje Janszoon van Oosterzee. De oudste bewaarde exemplaren dateren uit 1665. Vóór 1650 verscheen ook een Nederduitse vertaling waarvan slechts enkele fragmenten bewaard zijn gebleven. Een Hoogduitse versie zou in 1723 zijn gedrukt.
Het pamflet werd in een berijmde versie opgenomen in een bundel van de Jutphaase pastoor Dirck Mensinck, XII propheterende tongen (1680), waar de profeet abusievelijk Jarfke Wypkes wordt genoemd. Ook de bekende piëtist Friedrich Breckling (1629-1711) bezat een exemplaar. Vorst Christiaan Lodewijk van Wied-Runkel, wiens moeder uit Oost-Friesland stamde, verzocht nog in 1773 de Universiteit Marburg onderzoek te doen naar het waarheidsgehalte van Jarfkes profetie. Het werd een vaste uitdrukking om iets onbegrijpelijks "zo onverstaanbaar en gek als Jarfkes profetie" te noemen.
In Groningen en Oost-Friesland deden de verhalen nog lange tijd de ronde. Ze werden in grote oplagen gedrukt, vervolgens verkocht door "landloopers en in kleine boekwinkeltjes" en : door eenvoudige lieden ter goeder trouw geloofd". De voorspellingen van de "vrome propheet" waren bij alle boeren bekend, zo heette het rond 1800 in Westerwolde. De Jeverse predikant Johann Friedrich Janssen noemde ze al in 1722 het product van misleiding en bedrog. De profetie werd in 1796 opnieuw onder de aandacht van het grotere publiek gebracht door de Oost-Friese historicus Tielemann Dothias Wiarda, die Jarfke "onze voornaamste en oudste vaderlandse ziener" noemde. Wiarda verbaasde zich dat er nog steeds mensen waren die bijhielden welke voorspellingen van Jarfke al waren uitgekomen en welke gebeurtenissen nog te verwachten waren.
In de negentiende eeuw gingen vooral verzamelaars van oudheden zich voor het pamflet interesseren. Een tweetalige uitgave verscheen in de bundel Ostfrieslands Dorfpropheten uit 1878. De socialistische uitgever Jan Bakker te Drieborg publiceerde het pamflet nogmaals in 1896 (vermoedelijk naar een Groningse druk uit 1714) en verkocht het via colportage. De bekende Groningse auteur Kornelis ter Laan, die de verhalen van zijn moeder kende, bezorgde ten slotte in 1931 een wetenschappelijke uitgave, waarin hij de naam van de profeet veranderde in Jaarfke. Dankzij hem kreeg Jarfke ook een plek in het grote Handwörterbuch des deutschen Aberglaubens, met name in enkele bijdragen van de volkskundige Will-Erich Peuckert. Literatuurhistoricus Willem Asselberg noemt het in 1932 een geschrift van zekere literaire waarde: "Het heeft de overtuigingskracht der feitelijkheden. [..]. In zijn bedwongen strakheid wordt het soms aandoenlijk". Maar, zo stelt hij, de persoonlijkheid van de hoofdpersoon valt weg achter de symbolische lading van zijn woorden.

## Varia
- De hooiopper en de golven in het wapen van de gemeente Wedde uit 1884 zijn ontleend aan de Prophecye van Jarfke.
- Jarfke figureert in de roman van H.C. ten Berge, Het geheim van een opgewekt humeur (1986).

## Uitgaven
- K. ter Laan, Prophecye van Jaarfke, opnieuwe met historise toelichting en verklarende aantekeningen in 't licht gegeven, Groningen 1931.
- Jurjen van der Kooi en Theodor Schuster, Die Frau, die verlorenging. Sagen aus Ostfriesland, Leer 2003, p. 439-446.
- Prophecye of voor-segginge van eene geheeten Jarfke, van veel wonderlijke dingen die na zijn tijd zullen geschieden in 't Old-Ambt en Westerwoldinge-land, alsmede in 't kleine Old-ambt [...] Groningen 1820
- Profetize voorzeggingen van eene geweezene Jarfke: van veele wonderlyke dingen, die na zyn tyd zullen geschieden [...], Amsterdam z.j. [1788-1793]
- Prophetie ende voorsegginge van eenen geheeten Jaerfke. Van wonderlijcke dinghen, die nae sijn tijden sullen geschieden, in 't Olde-Ampt ende Wester-woldinge-landt, ende dat kleyne Olde-ampt, van den krijghs-handel, en de verdestrueringe in Groeninger-lande, Groningen 1714
- Paul Grebner, Memoriale Voorseggingen ofte Prophecyen ... Mitsgaders Verscheyden oude Prophecyen van Jarfke, Groningen 1665
- Verscheyden Oude Prophecyen van Jarfke, Voorseyt inden Jare 1277. van Oorlogen en Onlusten die ontrent Groeningen ende Oldampt, &c. ontstaen soude, z.j., z.pl. (Groningen ca. 1665)
- Prophecije ende Voorsegghinghe / van eenen geheeten Jarfke van wonderlijcke dingen / die nae sijn tijden sullen geschieden / int Oldeampt ende Westerwoldinghe Lant / ende die cleyne Oldeampt… gecopieert uyt den lesten druck van Groeningen / gedruckt in't Jaer ons Heeren 1614, Breda 1666
- Gedeon Thurismonsius (pseudoniem van Dirck Mensinck), XII propheterende tongen van Algarazabel, Jarfken Wypkes, Jan Brugman, Onnoosel Trijntjen (...), ‘Keulen’ (?) 1680, p. 26-50
- Wilhelm Leverkus, 'Friesische Weissagung aus dem XVI. Jahrhundert', in: Zeitschrift für deutsches Altertum 3 (1843), p. 457-459